# A Middle English Vocabulary
A Middle English Vocabulary ist ein von dem Autor und Philologen J. R. R. Tolkien verfasstes und im Jahr 1922 herausgegebenes Wörterbuch (Glossar), das eine Vielzahl an Wörtern aus der mittelenglischen Sprache, die insbesondere in mittelalterlichen Texten verwendet wurden, in die englische Sprache übersetzt und deren Bedeutung erklärt. Es ist die erste wissenschaftliche Arbeit Tolkiens, die als Buch erschien.

## Hintergrund
Das Wörterbuch wurde am 11. Mai 1922 als Ergänzung zu der von Kenneth Sisam (1887–1971) mit dem Titel Fourteenth century verse & prose veröffentlichten Sammlung von Texten aus dem 14. Jahrhundert herausgegeben. Es befindet sich ein Hinweis auf diese Nutzung auf der Titelseite des Wörterbuches. Dieser lautet: “Designed for use with SISAM’S Fourteenth Century Verse & Prose” (konzipiert für den Einsatz mit SISAM’S Fourteenth Century Verse & Prose). Dabei ging es Tolkien weniger um die Erstellung eines vollständigen Glossars, das seltene oder schwierig zu übersetzende Worte auflistet, als vielmehr darum, sich mit der Sprache und ihren Eigenheiten vertraut zu machen. Es sollte dazu dienen, den Leser der in Sisams Buch enthaltenen Texte zu unterstützen und diese verständlicher zu machen. Es enthält zudem Kurzangaben über die Etymologie jedes einzelnen Wortes, wobei in schwierigen Fällen auf die Erklärungen aus dem Oxford English Dictionary verwiesen wird.
Sisam war Tolkiens Tutor für die englische Sprache und Literatur und zudem an der Erstellung des Oxford English Dictionary beteiligt. Er wurde von der Oxford University Press um eine Zusammenstellung von Texten und Versen aus dem 14. Jahrhundert gebeten. Sisam hatte selbst zu wenig Zeit, das Glossar zu diesem Werk zu verfassen und bat daher Tolkien, dieses zu erstellen. Das Wörterbuch wurde umfänglicher als gedacht, so dass Sisams Buch zunächst ohne dieses veröffentlicht wurde, da sich die Fertigstellung verzögerte. Das Werk wurde zwischen 1922 und 1967 in mehreren Auflagen als Nachdruck oder gemeinsam mit Sisams Werk herausgegeben. Diese Zusammenstellung umfasst viele der mittelalterlichen Texte, mit denen sich Tolkien anschließend beschäftigte und zu denen er eigene Essays verfasste, unter anderem Sir Orfeo, Sir Gawayne and the Grene Knight oder The Pearl.

## Publikationen
- Kenneth Sisam: Fourteenth century verse & prose. Clarendon Press, Oxford 1921 (archive.org – Nachdruck 1967).
- John Ronald Reuel Tolkien, Kenneth Sisam: A middle English vocabulary. Clarendon Press, Oxford 1922 (archive.org – Designed for use with Sisam’s Fourteenth Century Verse & Prose).
- Kenneth Sisam, John Ronald Reuel Tolkien: Middle English Reader and Vocabulary. Dover Publications, Dover 2011, ISBN 978-1-306-34125-7.